# Albert Planasdemunt i Gubert
Albert Planasdemunt i Gubert   (Breda, 17 de novembre de 1929 - 18 de maig de 2021) fou un empresari i polític català, germà del conseller de la Generalitat Jordi Planasdemunt i Gubert.

## Trajectòria
Estudià per a tècnic mecànic i treballà com a industrial ceramista. A les eleccions municipals de 1979, fou escolli regidor de Breda dins les llistes de Centristes de Catalunya-UCD. Accedí al càrrec de tinent d'alcalde. De 1979 a 1980 fou diputat de la Diputació de Girona i fou elegit diputat a les eleccions al Parlament de Catalunya de 1980. Durant el seu mandat fou membre, entre d'altres, de la comissió d'Agricultura, Ramaderia i Pesca i de la Comissió d'Indústria, Energia, Comerç i Turisme del Parlament de Catalunya.
El 1982 fou president de la gestora de Catalunya del Centre Democràtic i Social, però es presentà a les eleccions municipals de 1983 com a candidat independent en la llista Tots per Breda, amb la que fou escollit alcalde. Va revalidar l'alcaldia a les eleccions municipals espanyoles de 1987, i des de les eleccions de 1991 continuà com a regidor de l'ajuntament de Breda. A les eleccions municipals espanyoles de 2011 ja no es va presentar i aparegué en les llistes de Tots per Breda en qualitat de suplent.